# Lavelle Felton
Lavelle Felton (* 5. Oktober 1979 in Milwaukee, Wisconsin; † 13. August 2009 ebenda) war ein US-amerikanischer Basketballspieler.

## Leben
Der 1,93 Meter große, als Point wie als Shooting Guard eingesetzte Felton wurde als Spieler mit „langen Armen, guter Antritts- und Laufgeschwindigkeit und Ballgefühl“ beschrieben. Er spielte in der Saison 2002/03 in der NCAA für die Louisiana Tech University, bevor er nach Europa ging. Zwei Spielzeiten war Felton bei Büyük Kolej in der Türkei aktiv. In der Saison 2005/06 wechselte er zunächst nach Griechenland zu Iraklis Thessaloniki, dann zu ASVEL Lyon-Villeurbanne nach Frankreich. Anschließend kehrte er nach Griechenland zurück, nunmehr zu AEK Athen. 2007 verpflichteten ihn die Science City Jena, nach dem Abstieg der Thüringer holten ihn die Paderborn Baskets nach Ostwestfalen. Hier hatte er mit 34 Saisoneinsätzen großen Anteil am Einzug der Baskets in die Play-Offs; dennoch wurde sein Vertrag nicht verlängert.
Felton wurde am 12. August 2009 an einer Tankstelle in seiner Heimatstadt Milwaukee durch einen Schuss in den Kopf schwer verletzt und erlag diesen Verletzungen am Tag darauf im Froedtert Memorial Lutheran Hospital. Er wurde 29 Jahre alt.